# Concord (Nebraska)
Concord és una població dels Estats Units a l'estat de Nebraska. Segons el cens del 2000 tenia 160 habitants.

## Demografia
Segons el cens del 2000, Concord tenia 160 habitants, 65 habitatges, i 43 famílies. La densitat de població era de 475,2 habitants per km².
Dels 65 habitatges en un 36,9% hi vivien nens de menys de 18 anys, en un 58,5% hi vivien parelles casades, en un 7,7% dones solteres, i en un 33,8% no eren unitats familiars. En el 32,3% dels habitatges hi vivien persones soles el 13,8% de les quals corresponia a persones de 65 anys o més que vivien soles. El nombre mitjà de persones vivint en cada habitatge era de 2,46 i el nombre mitjà de persones que vivien en cada família era de 3,16.
Per edats la població es repartia de la següent manera: un 29,4% tenia menys de 18 anys, un 8,8% entre 18 i 24, un 26,9% entre 25 i 44, un 18,8% de 45 a 60 i un 16,3% 65 anys o més.
L'edat mediana era de 34 anys. Per cada 100 dones de 18 o més anys hi havia 79,4 homes.
La renda mediana per habitatge era de 36.875 $ i la renda mediana per família de 39.286 $. Els homes tenien una renda mediana de 26.250 $ mentre que les dones 15.893 $. La renda per capita de la població era de 13.783 $. Aproximadament el 4,5% de les famílies i el 10,8% de la població estaven per davall del llindar de pobresa.

## Poblacions més properes
El següent diagrama mostra les poblacions més properes.